# 19262 Lucarubini
19262 Lucarubini este o planetă minoră (asteroid) din centura de asteroizi. A fost descoperită pe 29 iulie 1995 la osservatorio astronomico Santa Lucia Stroncone⁠(d) de Antonio Vagnozzi⁠(d). 
Obiectul prezintă o orbită caracterizată de o semiaxă mare de 2,6507647 UAi, o excentricitate de 0,2, o înclinație de 6,36146 ° în raport cu ecliptica.